# Windows 3.0
O Windows 3.0 é a terceira versão principal do Microsoft Windows, lançada em 22 de maio de 1990. Ele apresenta uma nova interface gráfica do usuário (GUI) que representa os aplicativos como ícones clicáveis, em vez da lista de nomes de arquivos de seus antecessores. Atualizações posteriores expandem os recursos, como suporte multimídia para gravação e reprodução de som e suporte para CD-ROMs.
O Windows 3.0 foi a primeira versão do Windows a ter um bom desempenho comercial e de crítica, e foi considerado um grande aprimoramento em relação à versão anterior, o Windows 2.0. Sua interface gráfica de usuário foi considerada um desafio àquelas usadas e popularizadas pelo Apple Macintosh e pelo Commodore Amiga. Outros recursos elogiados são a multitarefa aprimorada, a capacidade de personalização e, principalmente, o gerenciamento de memória utilitário que incomodava os usuários dos antecessores do Windows 3.0.
O software foi um grande sucesso, atingindo 10 milhões de vendas. No entanto, a Microsoft foi criticada por desenvolvedores de terceiros por agrupar seus softwares separados com o ambiente operacional, o que eles consideravam uma prática anticompetitiva. Ele foi sucedido pelo Windows 3.1 em 1992. O suporte ao Windows 3.0 terminou em 31 de dezembro de 2001.

## Histórico de desenvolvimento
Antes do Windows 3.0, uma parceria incluía os computadores pessoais da IBM com o MS-DOS da Microsoft desde 1981. A Microsoft já havia tentado desenvolver um ambiente operacional bem-sucedido chamado Windows, que a IBM recusou para sua linha de produtos. Com a aproximação da quinta iteração do MS-DOS, a IBM exigiu uma versão que pudesse ser executada em “modo protegido”, para permitir vários programas ao mesmo tempo, entre outros benefícios. O MS-DOS foi originalmente projetado para ser executado em modo real e executar apenas um programa por vez, devido às limitações do microprocessador Intel 8088. Posteriormente, a Intel lançou o Intel 80286, que suportava essa multitarefa com eficiência (com vários recursos de hardware diferentes, incluindo proteção de memória, comutação de tarefas por hardware, separação de privilégios de programas e memória virtual, todos ausentes nas CPUs Intel x86 anteriores) e que podia ser conectado diretamente a 16 vezes mais memória do que o 8088 (e o 8086). As duas empresas desenvolveram a próxima geração além do MS-DOS, chamada OS/2. Os primeiros softwares do OS/2 não eram compatíveis com o MS-DOS, o que dava à IBM uma vantagem tecnológica.
No final de 1987, o Windows/386 2.0 introduziu um kernel de modo protegido que pode executar várias tarefas em vários aplicativos do MS-DOS usando o modo 8086 virtual, mas todos os aplicativos do Windows ainda são executados em uma máquina DOS virtual compartilhada. Quando o restante da equipe da Microsoft passou para o projeto OS/2 2.0, David Weise, membro da equipe de desenvolvimento do Windows e crítico da IBM, acreditava que poderia reiniciar o projeto do Windows. A Microsoft precisava de ferramentas de programação para serem executadas no modo protegido, então contratou Murray Sargent, um professor de física da Universidade do Arizona que havia desenvolvido um extensor do DOS e um programa de depuração que funcionava com aplicativos no modo protegido.

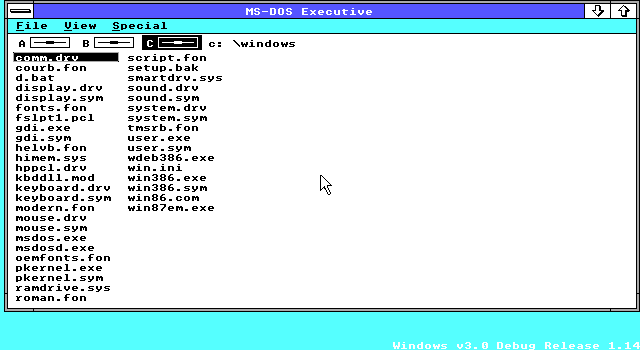
Área de trabalho, com MS-DOS, do Windows 3.0 versão 14, a versão interna mais antiga disponível.

O Windows 3.0 teve origem em 1988 como um projeto independente de Weise e Sargent, usando o depurador de Sargent para aprimorar o gerenciador de memória e executar aplicativos do Windows em segmentos de memória protegidos separados. Em poucos meses, Weise e Sargent criaram um protótipo rudimentar para executar versões do Windows do Word, Excel e PowerPoint e o apresentaram aos executivos da empresa, que ficaram impressionados o suficiente para aprová-lo como um projeto oficial. Quando a IBM soube do futuro projeto da Microsoft, seu relacionamento foi prejudicado, mas a Microsoft afirmou que cancelaria o Windows após seu lançamento e que continuaria a desenvolver o OS/2.
O Windows 3.0 foi anunciado oficialmente em todo o mundo em 22 de maio de 1990, no New York City Center Theater. O evento contou com 6.000 participantes e foi transmitido ao vivo nas feiras sociais da Microsoft em sete outras cidades norte-americanas e em doze grandes cidades do exterior. A Microsoft gastou US$ 3 milhões para realizar as festividades, às quais o cofundador Bill Gates se referiu como a “apresentação de software mais extravagante, extensa e cara de todos os tempos”. A Microsoft não ofereceu licenças de tempo de execução gratuitas do software aos fornecedores de aplicativos, porque as versões de tempo de execução do Windows não têm multitarefa. Em vez disso, a empresa ofereceu atualizações para as versões anteriores do Windows, tanto completas quanto em tempo de execução, a um custo de US$ 50 (equivalente a US$ 117 em 2023), consideravelmente mais baixo do que o preço de varejo sugerido para a licença completa, de US$ 149. Os primeiros foram Zenith Data Systems, Austin Computer Systems e CompuAdd, seguidos por mais de 25 outros, sem incluir a IBM.
A “Equipe de Entrada” da Microsoft foi designada para tornar o Windows 3.0 atraente para o público e estava preocupada com a possibilidade de o público percebê-lo apenas como uma ferramenta para grandes empresas, devido aos altos requisitos do sistema. Os principais editores de jogos não o viam como uma plataforma de jogos em potencial, preferindo o MS-DOS. O gerente de produtos da Microsoft, Bruce Ryan, compilou jogos que a equipe do Windows havia projetado em seu tempo livre para criar o Microsoft Entertainment Pack, que inclui Tetris e Campo minado. Havia pouco orçamento, nenhum gasto em testes de qualidade. No entanto, o Entertainment Pack foi vendido como um produto separado e se tornou tão popular que foi seguido por três outros Entertainment Packs.
Em 31 de dezembro de 2001, a Microsoft retirou o suporte ao Windows 3.0, juntamente com as versões anteriores do Windows e do Windows 95, Windows for Workgroups e versões do MS-DOS até 6.22.

## Recursos
O Windows 3.0 apresenta uma interface gráfica do usuário (GUI) significativamente renovada, que foi descrita como tendo uma aparência tridimensional semelhante ao Gestor de Apresentação, em vez da aparência plana de seu antecessor, o Windows 2.1. Ele também inclui melhorias técnicas no gerenciamento de memória para fazer melhor uso dos recursos dos processadores 80286 e 80386 da Intel. O Dynamic Data Exchange é um protocolo multitarefa pelo qual vários aplicativos em execução trocam dados dinamicamente entre si, ou seja, quando os dados de um aplicativo são alterados, o mesmo acontece com os dados de outro aplicativo. Esse recurso já havia aparecido no Windows anteriormente, mas até o Windows 3.0, devido a restrições de memória, os usuários não conseguiam usar o protocolo. Em vez disso, esses usuários tinham que sair para o DOS para executar um aplicativo, fechá-lo e abrir outro para trocar dados. Devido ao seu suporte para os processadores 386 e posteriores, o Windows 3.0 também pode usar memória virtual, que é uma parte de uma unidade de disco rígido substituída por memória pelo processador caso sua própria memória se esgote. Como seus predecessores, o Windows 3.0 não é um sistema operacional em si, mas um ambiente operacional projetado para o DOS e que controla suas funções.
O gerenciador de arquivos MS-DOS Executive foi substituído pelo Gerenciador de Programas, pelo File Manager baseado em listas e pela Lista de tarefas. O Gerenciador Programas é um shell gráfico composto de ícones, cada um com um título subjacente. Eles podem ser movidos e organizados em qualquer ordem, e os títulos dos ícones podem ser renomeados. Quando clicados duas vezes, esses ícones abrem os aplicativos correspondentes ou janelas menores dentro da janela do Gerenciador de Programas, chamadas janelas de grupo. Essas janelas de grupo contêm esses ícones e podem ser minimizadas para evitar a ocupação do espaço da janela do Gerenciador de Programas. O File Manager é outro shell usado para acessar ou modificar aplicativos, mas os exibe como arquivos contidos em diretórios em formato de lista. Sua finalidade, como alternativa ao uso dos comandos do DOS, é facilitar a movimentação de arquivos e diretórios. A Lista de Tarefas exibe todos os aplicativos em execução e também pode ser usada para encerrá-los, selecionar um programa diferente, colocar as janelas em cascata ou em mosaico e organizar os ícones minimizados da área de trabalho. O Painel de Controle, no qual os usuários podem alterar as configurações para personalizar o Windows e o hardware, também foi redesenhado como uma janela baseada em ícones.
Os drivers que acompanham o Windows 3.0 suportam até 16 cores simultâneas das paletas EGA, MCGA [en] ou VGA, em vez do máximo anterior de oito cores, embora o próprio ambiente operacional ofereça suporte a adaptadores gráficos que oferecem resoluções e número de cores superiores a VGA. O Windows 3.0 também introduziu o Palette Manager, um conjunto de funções que permite que os aplicativos alterem a paleta de pesquisa das placas gráficas que exibem até 256 cores para usar as cores necessárias. Quando várias janelas exibidas excedem o limite de 256 cores, o Windows 3.0 prioriza a janela ativa para usar as cores do aplicativo, sem recorrer ao dithering e, em seguida, ao preenchimento das áreas.
O Windows 3.0 mantém muitos dos aplicativos simples de seus antecessores, como o editor de texto Bloco de Notas, o processador de texto Write e o programa de pintura aprimorado Paintbrush. A calculadora foi expandida para incluir cálculos científicos. O Recorder é um novo programa que grava macros ou sequências de pressionamentos de teclas e movimentos do mouse, que são atribuídos a teclas como atalhos para executar funções complexas rapidamente. Além disso, o jogo Reversi anterior foi complementado com o jogo de cartas Microsoft Solitaire, que acabaria sendo introduzido no Hall da Fama Mundial dos Videogames em 2019. Outro programa notável é a Ajuda. Ao contrário dos aplicativos do DOS, que podem ter funções de ajuda como parte deles, a Ajuda do Windows é um aplicativo separado e prontamente acessível que acompanha todos os programas do Windows que a suportam.

## Modos de memória
O Windows 3.0 foi a única versão do Windows que podia ser executada em três modos de memória diferentes:
- Modo real, destinado a computadores mais antigos com uma CPU inferior à Intel 80286, e correspondente ao modo real;
- Modo padrão, destinado a computadores com processador 80286 e correspondente ao modo protegido;
- Modo 386 Enhanced, destinado a computadores mais novos com um processador Intel 80386 ou superior, e correspondente ao modo protegido e ao Modo 8086 virtual [en].[36]

O modo Real existia principalmente como uma forma de executar aplicativos do Windows 2.x. Ele foi removido no Windows 3.1. Quase todos os aplicativos projetados para o Windows 3.0 tinham de ser executados nos modos padrão ou 386 aprimorado. (O Microsoft Word 1.x e o Excel 2.x funcionavam no modo real, pois foram projetados para o Windows 2.x). No entanto, era necessário carregar o Windows 3.0 no modo real para executar o SWAPFILE.EXE, que permitia aos usuários alterar as configurações de memória virtual. Oficialmente, a Microsoft declarou que um turbo 8086 de 8Mhz era a CPU mínima necessária para executar o Windows 3.0. Ele podia ser executado em máquinas 8088 de 4,77 MHz, mas o desempenho era tão lento que tornava o sistema operacional quase inutilizável. Até 4 MB de memória expandida (EMS) são suportados no modo real.
O modo padrão era usado com mais frequência, pois seus requisitos estavam mais alinhados com um PC comum daquela época: um processador 80286 com pelo menos 1 MB de memória. Como alguns PCs (principalmente os Compaqs) não colocavam a memória estendida (XMS) na linha de 1 MB e, em vez disso, deixavam um espaço entre o final da memória convencional e o início da XMS, o Windows não podia funcionar neles, exceto no modo real.
O modo 386 aprimorado era uma máquina virtual de 32 bits que executava uma cópia do modo padrão de 16 bits e várias cópias do MS-DOS no modo 8086 virtual. O modo 386 aprimorado usa o modo 8086 virtual para permitir a execução de vários programas DOS (cada sessão do DOS ocupa 1 MB de memória), além de ser janelado e permitir a continuidade da multitarefa. O suporte à memória virtual permite que o usuário utilize o disco rígido como um espaço de armazenamento temporário se os aplicativos usarem mais memória do que a existente no sistema.
Normalmente, o Windows é iniciado no modo operacional mais alto que o computador pode usar, mas o usuário pode forçá-lo a usar modos mais baixos digitando WIN /R ou WIN /S no prompt de comando do DOS. Se o usuário selecionar um modo operacional que não possa ser usado devido à falta de suporte à RAM ou à CPU, o Windows simplesmente inicializará no próximo modo mais baixo.

## Atualizações
Sabe-se que foram publicadas duas atualizações para o Windows 3.0. Uma delas é o Windows 3.0a, lançado em dezembro de 1990. Ela modificou o extensor DOS do Windows - um programa que permite que os aplicativos DOS acessem a memória estendida - para evitar erros causados por software que chama o código do modo real quando o Windows é carregado no modo padrão. Também simplificou o processo de instalação e aliviou as falhas associadas à rede, à impressão e às condições de pouca memória.

### Windows 3.0 com extensões multimídia
O Windows 3.0 com Multimedia Extensions 1.0 (MME) foi lançado para fabricantes terceirizados em outubro de 1991. A interface de programação de aplicativos introduziu a Media Control Interface, projetada para qualquer dispositivo relacionado a mídia, como placas gráficas e de áudio, scanners e reprodutores de fita de vídeo. Ela também suportava gravação e reprodução de áudio digital, dispositivos MIDI, protetores de tela e joysticks analógicos, bem como unidades de CD-ROM, que estavam se tornando cada vez mais disponíveis. Outros recursos incluíam applets adicionais, como um despertador e o Media Player, usado para executar arquivos de mídia. A MME suporta som estéreo e profundidade de bits de áudio de 16 bits e taxas de amostragem de até 44,1 kHz.

## Requisitos de sistema
Os requisitos oficiais de sistema para o Windows 3.0 e sua atualização substancial, o Windows 3.0 com extensões multimídia:
|               | Windows 3.0 | Windows 3.0 com extensões multimídia                                                |
| ------------- | --- | ----------------------------------------------------------------------------------- |
| CPU           | Processador 8086/8088 | Processador 80286 funcionando a 10 MHz                                              |
| RAM           | 1 MB de memória (640 KB e 384 KB de memória convencional e estendida, respectivamente) (Trabalhe com apenas 640 KB - Modo Real) | 2 MB de memória                                                                     |
| Armazenamento | Disco rígido com 6 a 8 MB de espaço livre | Disco rígido com 30 MB de espaço total                                              |
| Médio         | Pelo menos uma unidade de disquete para os discos de instalação | Uma unidade de CD-ROM é essencial para a realização de várias operações multimídia. |
| Vídeo         | O Windows 3.0 oferece suporte a uma grande variedade de placas gráficas e monitores de computador e tentará usar um de seus drivers genéricos caso não exista nenhum driver compatível com o hardware. No entanto, como a interface do usuário foi projetada para ser exibida em resoluções relativamente altas para os padrões dos anos 90, foi recomendado um monitor EGA, MCGA ou VGA. (funciona com CGA e Hercules) | Placa de vídeo VGA                                                                  |
| OS            | MS- ou PC DOS versão 3.1 ou superior | MS- ou PC DOS versão 3.1 ou superior                                                |
| Mouse         | Recomenda-se o uso de um dispositivo apontador compatível com a Microsoft. | É necessário um mouse para realizar muitas das operações multimídia.                |

Os requisitos mínimos de processador e memória para a versão original são os necessários para executar o Windows no modo real, o mais baixo dos três modos operacionais. Esse modo limita muito os recursos de multitarefa do Windows, embora ele ainda possa usar a memória expandida, que é a memória adicionada pela instalação de placas de memória expandida ou gerenciadores de memória. No entanto, ele também oferece compatibilidade com versões anteriores do maior número possível de hardware e software projetados para o DOS e pode ser usado para executar aplicativos do DOS e aplicativos mais antigos do Windows não otimizados para o Windows 3.0, se não for possível executá-los em modos operacionais mais altos. O modo padrão requer pelo menos um processador 80286 e, embora a memória necessária não seja alterada, o modo permite que o processador use memória estendida para executar aplicativos. O modo 386 avançado requer pelo menos um processador 80386 e dois megabytes de memória. Enquanto os outros modos podem executar aplicativos DOS somente em tela cheia e devem suspender os aplicativos DOS para executar programas Windows e vice-versa, os aplicativos DOS no modo 386 avançado podem ser executados em janelas e simultaneamente com os aplicativos Windows. Ao contrário dos outros modos, esse não pode ser usado para executar aplicativos DOS que usam extensores DOS incompatíveis com as especificações DPMI. Normalmente, o Windows é iniciado no modo operacional mais alto que o computador pode usar, mas o usuário pode forçá-lo a usar modos inferiores digitando WIN /R ou WIN /S no prompt de comando do DOS. Se o usuário selecionar um modo operacional que não pode ser usado devido à falta de RAM ou suporte da CPU, o Windows simplesmente inicializa no próximo modo mais baixo.

## Recepção
O Windows 3.0 é considerado a primeira versão do Windows a ser aclamada pela crítica. Usuários e críticos elogiaram universalmente sua interface baseada em ícones e a facilidade de realizar operações, bem como a multitarefa aprimorada e o maior controle sobre a personalização de seus ambientes. A Computerworld considerou que o software compartilhava os mesmos benefícios do OS/2 e do Unix. Garry Ray, da Lotus, considerou essa versão do Windows a primeira do ambiente a merecer “séria consideração a longo prazo”. Bill Howard, da PC Magazine, considerou sua interface de usuário fácil de usar, embora não tão intuitiva quanto a do Macintosh. O editor da InfoWorld, Michael J. Miller, acreditava que os usuários de PC fariam a transição completa do ambiente anterior de somente texto para a GUI com o Windows 3.0 como sua principal opção.
Um aspecto crítico do Windows 3.0 é como ele gerenciava a memória. Antes de seu lançamento, os usuários de versões anteriores do Windows eram obrigados a tentar contornar as restrições de memória para usar os recursos anunciados por essas versões. O software Windows ocupava uma grande quantidade de memória, e os usuários sofriam lentidão no sistema e frequentemente excediam os limites de memória. O Windows 3.0 também tinha requisitos de memória relativamente altos para os padrões de 1990, mas, com os três modos de memória, foi elogiado por usar a memória de forma mais eficiente, removendo o limite de 640 kilobytes que existia nos computadores que executavam o software da Microsoft desde o DOS e oferecendo suporte a CPUs mais potentes.
Ted Needleman, da revista de informática Modern Electronics, classificou a GUI do Windows 3.0 como “de última geração” e comparou as tentativas anteriores da Microsoft de produzir uma GUI desse tipo com o Apple Lisa, a primeira tentativa da Apple nesse sentido e o predecessor do Macintosh, que obteve muito mais sucesso. Ele alertou sobre o custo de atualização aparentemente barato de US$ 50 quando são considerados os requisitos do sistema e a necessidade de atualizar todos os aplicativos instalados para fins de compatibilidade. Ele também advertiu que as vantagens do software só poderiam ser aproveitadas com a execução de aplicativos Windows. Entretanto, em fevereiro de 1991, a PC Magazine observou uma vasta gama de aplicativos projetados especificamente para o Windows 3.0, incluindo muitos que ainda não estavam disponíveis para o OS/2. Ela também citou dois outros fatores que levaram ao sucesso do ambiente operacional: um deles foi o custo barato do hardware necessário para executá-lo em comparação com o Macintosh e o outro foi o foco na utilização total dos componentes de hardware que eram relativamente poderosos para os padrões da época.
Em meio ao sucesso sem precedentes do Windows 3.0, a Microsoft foi atacada por críticos e pela Comissão Federal de Comércio [en] dos Estados Unidos, que alegou que a empresa havia tentado dominar o mercado de aplicativos ao atrair seus concorrentes para o desenvolvimento de software para o OS/2 da IBM, enquanto desenvolvia o seu próprio software para o Windows. Na época do lançamento do Windows 3. 0, a Microsoft tinha apenas 10% e 15% do mercado de planilhas eletrônicas e processadores de texto, respectivamente, mas esses números subiram para mais de 60% em 1995, ultrapassando concorrentes anteriormente dominantes, como a Lotus Development Corporation e o WordPerfect. A Microsoft de fato sugeriu que os desenvolvedores escrevessem aplicativos para o OS/2, mas também pretendia que o Windows 3.0 fosse uma alternativa “de baixo custo” para o OS/2, com Gates se referindo ao OS/2 como o sistema operacional da década de 1990. A marca Windows também pretendia ser cancelada após o lançamento dessa versão. As investigações sobre a Microsoft - e o eventual processo subsequente contra ela - levaram a um acordo em 15 de julho de 1994, no qual a Microsoft concordou em não agrupar pacotes de software separados com seus produtos operacionais. Foi a primeira vez que a empresa foi investigada por práticas anticompetitivas.

### Vendas
O Windows 3.0 também é considerado o primeiro Windows a obter sucesso comercial. Na época do lançamento, dos 40 milhões de computadores pessoais instalados, apenas 5% usavam uma das versões anteriores do Windows, mas, na primeira semana de disponibilidade, ele se tornou o software comercial mais vendido. Após seis meses, dois milhões de cópias foram vendidas. Seu sucesso foi interdependente do setor de PCs, exemplificado por uma explosão de demanda e subsequente produção do microprocessador mais potente da Intel, o 80486. O Windows passou a ser tão amplamente utilizado nas empresas que Brian Livingston, da InfoWorld, escreveu em outubro de 1991 que “uma empresa sem PCs que executam o Windows é quase como uma empresa sem um aparelho de fax”. A Microsoft gastou um total de US$ 10 milhões em sua campanha de marketing para o software, incluindo os US$ 3 milhões para seu lançamento. Quando seu sucessor, o Windows 3.1, foi lançado, as vendas totalizaram cerca de 10 milhões de cópias, e um ano depois a série Windows ultrapassaria o DOS como o aplicativo mais vendido de todos os tempos.
O Windows 3.0 é considerado, em retrospecto, como um ponto de virada no futuro da Microsoft, sendo atribuído ao seu posterior domínio no mercado de sistemas operacionais e à maior participação da empresa no mercado de aplicativos. A empresa costumava ter laços estreitos com a IBM desde a criação da primeira, mas o sucesso inesperado de seu novo produto levaria as duas empresas a reformularem seu relacionamento, continuando a vender os produtos operacionais uma da outra até 1993. Após o ano fiscal de 1990, a Microsoft relatou receitas de US$ 1,18 bilhão, com US$ 337 milhões aparecendo no quarto trimestre. Essa estatística anual é superior aos US$ 803,5 milhões do ano fiscal de 1989 e fez da Microsoft a primeira empresa de software para microcomputadores a atingir a marca de US$ 1 bilhão em um ano. Os funcionários da Microsoft atribuíram os resultados às vendas do Windows 3.0.